# 托菲劳·埃蒂·阿莱萨纳
托菲劳·埃蒂·阿莱萨纳（Tofilau Eti Alesana，1924年6月4日—1999年3月19日），萨摩亚政治家。

## 生平
阿莱萨纳生于美属萨摩亚。1957年，当选立法委员会议员。他分别在1982年9月18日到1985年12月30日，1988年4月8日到1998年11月23日期间两次担任萨摩亚总理。1984年至1985年，1988年至1998年两次担任外交部长。